# Raphidophyceae
Raphidophyceae es un pequeño grupo de algas de agua dulce y marinas del filo Ochrophyta, con unas 20 especies conocidas. También es conocido con el nombre de Rafidofícea en español. Todas las especies son unicelulares, con grandes células (50-100 μm) y desprovistas de pared celular. Presentan un par de flagelos, organizados de tal manera que ambos proceden de la misma invaginación. Un de los flagelos, cubierto de mastigonemas, apunta hacia adelante, mientras que el otro, apunta hacia atrás a través de la superficie de la célula, situado dentro de un surco ventral.
Contienen numerosas cloroplastos de forma elipsoide que contienen clorofilas a, c1 y c2. También hacen uso de pigmentos accesorios incluido β-caroteno y diadinoxantina. A diferencia de otros heterocontos no presentan orgánulos fotorreceptores (mancha ocular) típicos de este grupo. Bajo la membrana plasmática presentan mucocistes o cuerpos mucíferos, pequeños orgánulos que descargan fibras de mucilago cuando las células son estimuladas.
En términos de la ecología, estos organismos son autótrofos fotosintéticos en toda una gama de sistemas acuáticos. Las especies de agua dulce son más comunes en aguas ácidas, tales como ciénagas. Las especies marinas suelen producir grandes floraciones en verano, especialmente en las aguas costeras. Frente a la costa japonesa, el resultado es a menudo una marea roja, aunque las Raphidophyceae no son generalmente responsables de las floraciones tóxicas.